# CTT Correios de Portugal
Os CTT - Correios de Portugal, S.A. MHM são um relevante operador logístico de comércio eletrónico, com um portefólio alargado de serviços na área de Expresso e Encomendas, Correio, Soluções empresariais, Serviços Financeiros e Retalho que conta ainda com presença no setor bancário, através do Banco CTT. Com forte presença ibérica, os CTT empregam 13.592 pessoas e registaram, em 2024 rendimentos operacionais de 1.107,3 milhões de euros, com o Expresso e Encomendas a representar 43%, ultrapassando a área de Correio e Outros. A sustentabilidade é um dos maiores compromissos da empresa, que tem como objetivo eletrificar a totalidade da sua frota de última milha até 2030. Os CTT ligam pessoas e empresas de forma sustentável.

## História

### Da fundação ao século XXI

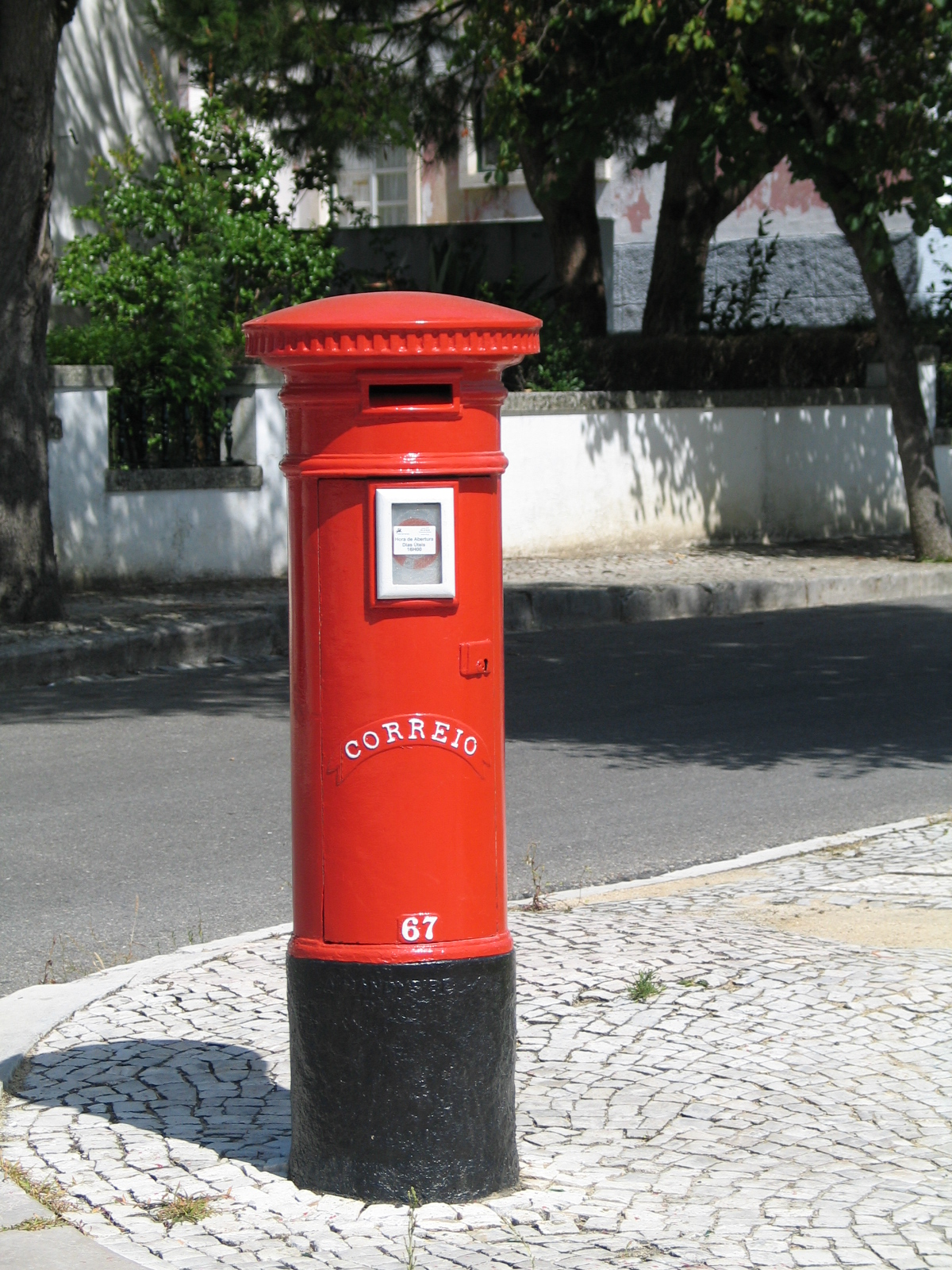
Tradicional marco de correio dos CTT

As origens dos CTT remontam a 6 de Novembro de 1520, ano em que o Rei D. Manuel I de Portugal criou o primeiro serviço de correio público de Portugal e o cargo de Correio-Mor do Reino, desde 1606 também de Correio-Mor das Cartas do Mar, cargos extintos por D. João, Príncipe Regente da Rainha D. Maria I de Portugal em 1797, criando-se em seu lugar a Superintendência-Geral dos Correios e Postas do Reino, a 1 de Agosto de 1799. Os modernos CTT têm origem na fusão da Direcção-Geral dos Correios e da Direcção-Geral dos Telégrafos num único departamento, denominado Direcção-Geral dos Correios, Telégrafos e Faróis.
Em 1911 a instituição passa a ser dotada de autonomia administrativa e financeira, passando a denominar-se Administração-Geral dos Correios, Telégrafos e Telefones, adoptando a sigla CTT que mantém até aos dias de hoje, apesar das posteriores alterações de denominação oficial. Em 1969 os CTT são transformados em empresa pública, com a denominação de CTT - Correios e Telecomunicações de Portugal, E. P..
Em 1992 os CTT são transformados em sociedade anónima, com a denominação CTT - Correios de Portugal, S. A.. Ao mesmo tempo a área das telecomunicações é separada, formando uma empresa autónoma, a Telecom Portugal.

### 2000-presente
A 6 de Outubro de 2000 foram feitos Membros-Honorários da Ordem do Mérito. Em 2000 assinaram com o Estado a concessão do serviço universal postal, a obrigatoriedade de assegurar a troca de correspondência em todo o país. Em 2004 os CTT adquiriram a Payshop, empresa de pagamentos eletrónicos de contas domésticas com o objetivo de complementar o serviço prestado pelos CTT na área das cobranças e de facturas.[carece de fontes?]
Entraram também no capital da Mailtec com o objetivo de reforçar o posicionamento dos CTT na Área de Dados e Documentos e mais especificamente no negócio de finishing (preparação/fabrico de correio). Em 2005 adquiriram a empresa espanhola Tourline Express, que actua na área do correio expresso e encomendas em todo o território espanhol. Esta aquisição marca o início do processo de internacionalização dos CTT, que privilegia o mercado espanhol pela sua proximidade.[carece de fontes?] Em 2020, a Tourline Express passa por um processo de rebranding e reposicionamento, passando a chamar-se CTT Express.
Em 2008 dá-se a liberalização dos serviços postais na União Europeia. Em 2013, o Estado decide privatizar os CTT através da dispersão de ações em bolsa, de 70% do capital dos CTT. No ano seguinte, em 2014, pela mesma via é alienado o restante capital, passando os CTT a ser uma empresa com capital totalmente privado com 100% do seu capital em free float. Entram na bolsa portuguesa a 5 de Dezembro de 2013. 
No ano de 2015 os CTT lançam um o Banco CTT, que arrancou no dia 18 de Março de 2016, com a abertura simultânea de 52 balcões. Em 2019 o Banco CTT conclui a compra da 321 Crédito, empresa especializada em crédito automóvel.
No dia 30 de agosto de 2021, os CTT concluíram a aquisição da totalidade do capital social da NewSpring Services, S.A. e da sua holding HCCM - Outsourcing Investment, S.A., sociedades que atuam no mercado de Business Process Outsourcing (BPO) e Contact Center, pelo preço de 7 milhões de euros.

### Processo de privatização
O ano de 2013 marcou o início do processo de privatização dos CTT e de entrada em bolsa, aprovado em Conselho de Ministros, que decorreu com grande sucesso mediante a alienação das ações representativas de 68,5% do respetivo capital social através de Oferta Pública de Venda e de admissão à negociação na Euronext Lisbon.[carece de fontes?]
A 5 de setembro de 2014 conclui-se a privatização da empresa liderada por Francisco de Lacerda, assinalada numa cerimónia especial com o toque do sino na Euronext Lisbon. A venda de ações representativas de 31,5% do capital social da Empresa que o Estado ainda detinha foi concretizada com sucesso, numa operação realizada através de um processo de venda rápida, dirigido exclusivamente a investidores institucionais. Nas duas fases de privatização, instituições e particulares investiram 922 milhões de euros. Os CTT passaram a ser uma empresa 100% privada, com uma alargada base acionista de investidores institucionais e particulares, portugueses e estrangeiros.

## Líderes dos CTT
| Nome                                         | Nome                                                                                   | Título | Período                                      | Referências   |
| I) Correios-Mores do Reino de Nomeação Régia | I) Correios-Mores do Reino de Nomeação Régia                                           | I) Correios-Mores do Reino de Nomeação Régia | I) Correios-Mores do Reino de Nomeação Régia |               |
| -------------------------------------------- | -------------------------------------------------------------------------------------- | --- | -------------------------------------------- | ------------- |
| 1.º                                          | Luís Homem                                                                             | 1.º Correio-Mor do Reino | 1520-1532                                    | [ 5 ] [ 16 ]  |
| 2.º                                          | Luís Afonso                                                                            | 2.º Correio-Mor do Reino | 1532-1565                                    | [ 17 ]        |
| 3.º                                          | Francisco Coelho                                                                       | 3.º Correio-Mor do Reino | 1565-1577                                    | [ 17 ]        |
| 4.º                                          | Manuel de Gouveia                                                                      | 4.º Correio-Mor do Reino | 1579-1598                                    | [ 17 ]        |
|                                              | II) Correios-Mores do Reino e Correios-Mores das Cartas do Mar Privados e Hereditários | |                                              |               |
| 5.º                                          | Luís Gomes da Mata Coronel                                                             | 5.º Correio-Mor do Reino e 1.º Correio-Mor das Cartas do Mar                                                                                                  | 1606-1607                                    | [ 5 ]         |
| 6.º                                          | António Gomes da Mata Coronel                                                          | 6.º Correio-Mor do Reino e 2.º Correio-Mor das Cartas do Mar                                                                                                  | 1607-1641                                    |               |
| 7.º                                          | Luís Gomes da Mata                                                                     | 7.º Correio-Mor do Reino e 3.º Correio-Mor das Cartas do Mar                                                                                                  | 1641-1674                                    |               |
| 8.º                                          | Duarte de Sousa da Mata Coutinho                                                       | 8.º Correio-Mor do Reino e 4.º Correio-Mor das Cartas do Mar                                                                                                  | 1674-1696                                    |               |
| 9.º                                          | Luís Vitório de Sousa da Mata Coutinho                                                 | 9.º Correio-Mor do Reino e 5.º Correio-Mor das Cartas do Mar                                                                                                  | 1696-1735                                    |               |
| 10.º                                         | José António da Mata de Sousa Coutinho                                                 | 10.º Correio-Mor do Reino e 6.º Correio-Mor das Cartas do Mar                                                                                                 | 1735-1790                                    |               |
| 11.º                                         | Manuel José da Maternidade da Mata de Sousa Coutinho (depois 1.º Conde de Penafiel)    | 11.º Correio-Mor do Reino e 7.º Correio-Mor das Cartas do Mar                                                                                                 | 1790-1797                                    | [ 5 ]         |
| III) Administração Pública                   |                                                                                        | |                                              |               |
| 12.º                                         | José Diogo Mascarenhas Neto                                                            | 1.º Superintendente-Geral dos Correios e Postas do Reino | 1799-1805                                    | [ 5 ]         |
| 13.º                                         | António Joaquim de Morais                                                              | 1º Subinspector-Geral dos Correios e Postas do Reino | 1805-1807                                    |               |
| 14.º                                         | Lourenço António de Araújo                                                             | 2.º Subinspector-Geral dos Correios e Postas do Reino | 1810-1827                                    |               |
| 15.º                                         | José Basílio Rademaker                                                                 | 3.º Subinspector-Geral dos Correios e Postas do Reino | 1827-1828                                    |               |
| 16.º                                         | António Xavier de Abreu Castelo Branco                                                 | 4.º Subinspector-Geral dos Correios e Postas do Reino | 1828-1833                                    |               |
| 17.º                                         | João de Sousa Pinto de Magalhães                                                       | 5.º Subinspector-Geral dos Correios e Postas do Reino | 1833-1853                                    |               |
| 18.º                                         | Eduardo Lessa                                                                          | 6.º Subinspector-Geral dos Correios e Postas do Reino e 1.º Director-Geral dos Correios                                                                       | 1853-1877                                    |               |
| 19.º                                         | Guilhermino Augusto de Barros                                                          | 2.º Director-Geral dos Correios e 1.º Director-Geral de Correios, Telégrafos e Faróis                                                                         | 1877-1893                                    |               |
| 20.º                                         | Ernesto Madeira Pinto                                                                  | 2.º Director-Geral dos Correios, Telégrafos e Faróis | 1893-1899                                    |               |
| 21.º                                         | Guilhermino Augusto de Barros                                                          | 3.º Director-Geral dos Correios, Telégrafos e Faróis | 1899-1900                                    |               |
| 22.º                                         | Alfredo Pereira                                                                        | 1.º Director-Geral dos Correios e Telégrafos | 1900-1910                                    |               |
| 23.º                                         | António Maria da Silva                                                                 | 2.º Director-Geral de Correios e Telégrafos e 1.º Administrador-Geral dos Correios e Telégrafos                                                               | 1910-1917                                    | [ 17 ]        |
| 24.º                                         | Henrique Jacinto Ferreira de Carvalho                                                  | 2.º Administrador-Geral dos Correios e Telégrafos | 1919                                         | [ 17 ]        |
| 25.º                                         | António Maria da Silva                                                                 | 3.º Administrador-Geral dos Correios e Telégrafos | 1919-1926                                    |               |
| 26.º                                         | Luís de Albuquerque Couto dos Santos                                                   | 4.º Administrador-Geral dos Correios e Telégrafos | 1933-1965                                    |               |
| 27.º                                         | Carlos Gomes da Silva Ribeiro                                                          | 1.º Presidente do Conselho de Administração dos Correios, Telégrafos e Telefones                                                                              | 1968-1974                                    | [ 17 ]        |
| 28.º                                         | João da Cunha e Serra                                                                  | 1.º Presidente do Conselho de Gerência dos Correios, Telégrafos e Telefones                                                                                   | 1974                                         | [ 17 ]        |
| 29.º                                         | João Manuel de Almeida Viana                                                           | 2.º Presidente do Conselho de Gerência dos Correios, Telégrafos e Telefones                                                                                   | 1974                                         | [ 17 ]        |
| 30.º                                         | Francisco José Pinto Correia                                                           | 2.º Presidente Conselho de Administração dos Correios, Telégrafos e Telefones                                                                                 | 1974-1975                                    | [ 17 ]        |
| 31.º                                         | Norberto da Cunha Junqueira Fernandes Félix Pilar                                      | 3.º Presidente do Conselho de Administração dos Correios, Telégrafos e Telefones                                                                              | 1976-1981                                    | [ 17 ]        |
| 32.º                                         | João Maria Leitão de Oliveira Martins                                                  | 4.º Presidente do Conselho de Administração dos Correios, Telégrafos e Telefones                                                                              | 1981-1984                                    | [ 17 ]        |
| 33.º                                         | Virgílio da Silva Mendes                                                               | 5.º Presidente do Conselho de Administração dos Correios, Telégrafos e Telefones                                                                              | 1984-1986                                    | [ 17 ]        |
| 34.º                                         | José Carlos Pinto Soromenho Viana Baptista                                             | 6.º Presidente do Conselho de Administração dos Correios, Telégrafos e Telefones                                                                              | 1986-1989                                    | [ 17 ]        |
| 35.º                                         | Jorge Manuel Águas da Ponte Silva Marques                                              | 7.º Presidente do Conselho de Administração dos Correios, Telégrafos e Telefones                                                                              | 1989-1992                                    | [ 17 ]        |
| 36.º                                         | José Augusto Perestrelo de Alarcão Troni                                               | 8.º Presidente Conselho de Administração dos Correios, Telégrafos e Telefones                                                                                 | 1993-1995                                    |               |
| 37.º                                         | Carlos Maria Cunha Horta e Costa                                                       | 9.º Presidente Conselho de Administração dos Correios, Telégrafos e Telefones                                                                                 | 1995-1996                                    |               |
| 38.º                                         | Norberto da Cunha Junqueira Fernandes Félix Pilar                                      | 10.º Presidente do Conselho de Administração dos Correios, Telégrafos e Telefones                                                                             | 1996-1999                                    |               |
| 39.º                                         | Emílio José Pereira Rosa                                                               | 11.º Presidente do Conselho de Administração dos Correios, Telégrafos e Telefones                                                                             | 1999-2002                                    |               |
| 40.º                                         | Carlos Maria Cunha Horta e Costa                                                       | 12.º Presidente do Conselho de Administração dos Correios, Telégrafos e Telefones                                                                             | 2002-2005                                    |               |
| 41.º                                         | Luís Filipe Nunes Coimbra Nazaré                                                       | 13.º Presidente do Conselho de Administração dos Correios, Telégrafos e Telefones                                                                             | 2005-2008                                    |               |
| 42.º                                         | Estanislau José Mata Costa                                                             | 14.º Presidente do Conselho de Administração dos Correios, Telégrafos e Telefones                                                                             | 2008-2010                                    |               |
| IV) Administração Privada                    |                                                                                        | |                                              |               |
| 43.º                                         | Francisco José de Queirós de Barros de Lacerda                                         | 15.º Presidente do Conselho de Administração dos Correios, Telégrafos e Telefones e 1.º Presidente da Comissão Executiva dos Correios, Telégrafos e Telefones | 2012-2019                                    | [ 18 ]        |
| 44.º                                         | João Bento                                                                             | 16º Presidente do Conselho de Administração dos Correios, Telégrafos e Telefones                                                                              | 2019- presente                               | [ 18 ] [ 19 ] |

## Estrutura acionista
Atualizado em 21 de março de 2024
| Entidade                        | N.º de ações | % de capital |
| ------------------------------- | ------------ | ------------ |
| Global Portfolio Investments    | 21.580.000   | 14,99%       |
| Manuel Champalimaud, SGPS, S.A. | 19.747.000   | 13,72%       |
| GreenWood Investors             | 9.777.400    | 6,79%        |
| Green Frog Investments          | 7.730.000    | 5,37%        |
| CTT (Ações Próprias)            | 6.150.635    | 4,27%        |
| Restantes Acionistas            | 78.929.965   | 54,84%       |

## Empresa e subsidiárias

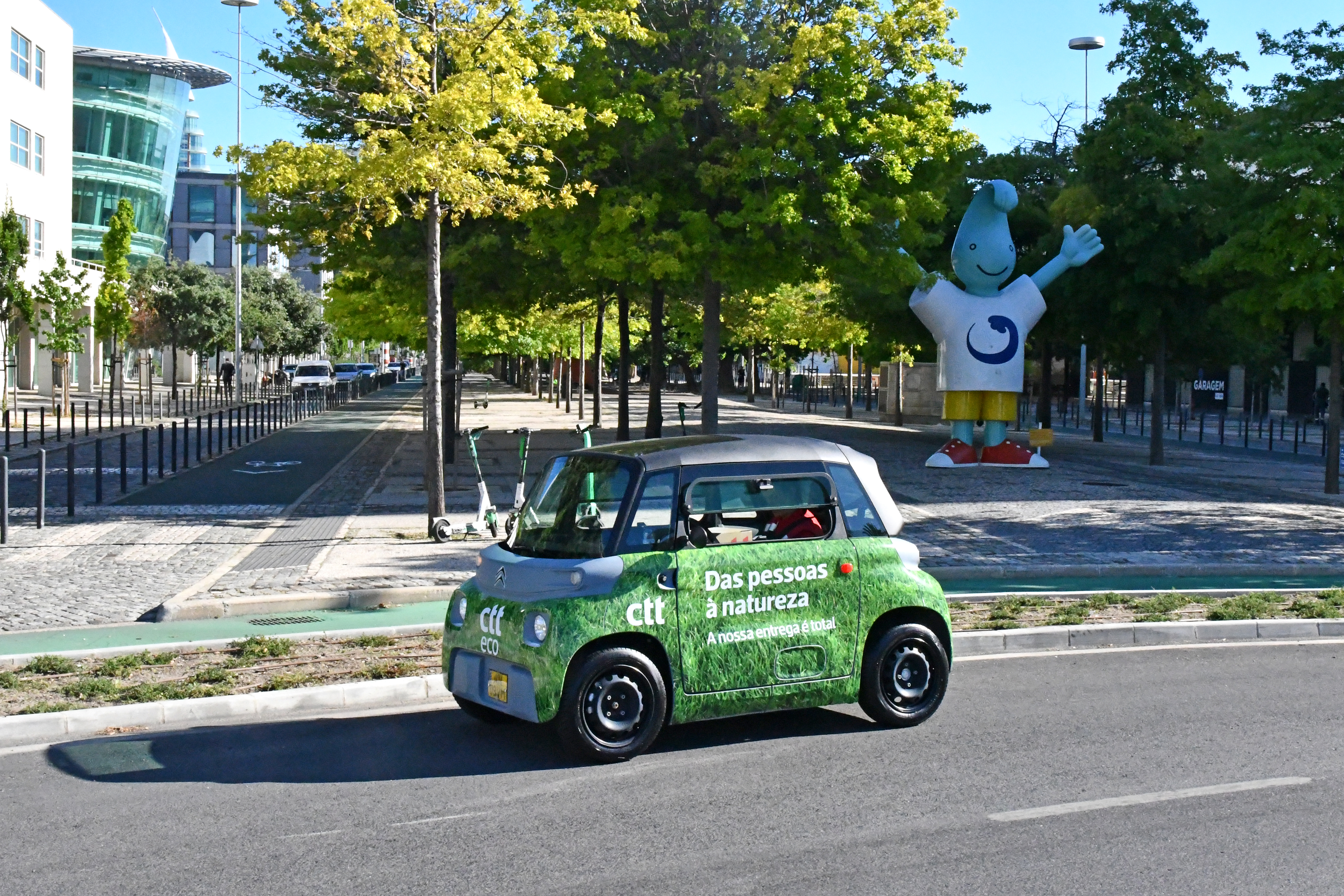
Veículo de distribuição de correio dos CTT

Automatização na operação logística dos CTT

Fazem parte do grupo as seguintes empresas:
| Empresa                         | Descrição                                                                             |
| ------------------------------- | ------------------------------------------------------------------------------------- |
| CTT - Correios de Portugal S.A. | Empresa de distribuição de correio dentro e fora de Portugal.                         |
| Subsidiárias                    | Descrição                                                                             |
| CTT Expresso                    | Empresa destinada a entrega de encomendas em todo território ibérico e outros países. |
| Payshop                         | Empresa de soluções de pagamentos                                                     |
| Banco CTT                       | actividade bancária.                                                                  |
| CTT Express                     | Expresso e encomendas em Espanha                                                      |
| Locky                           | Cacifos automáticos                                                                   |

## Logotipo
As suas origens são antigas remontam a 1520, tempos em que a monarquia reinava em Portugal e em que as deslocações eram feitas a pé, a cavalo ou de carruagem. Resulta daí a imagem do cavaleiro montado num cavalo tocando a trombeta anunciando a chegada do correio.

## Prémios e reconhecimentos externos
- Nível de Liderança A no Carbon Disclosure Project 2022 - Os CTT obtiveram o nível máximo de Leadership com a classificação A no rating CDP – Carbon Disclosure Project, em 2022. Os CTT foram uma de 15 entidades nacionais a receber uma classificação, encontrando-se entre a elite de apenas seis que obtiveram uma classificação de nível “ A/A-”. A nível internacional, fazem parte do grupo de 12% das empresas do setor postal com este tipo de classificação de excelência.
- Desempenho de topo em ranking de sustentabilidade do IPC - No ranking atribuído pelo Sustainability Measurement and Management System (SMMS) do International Post Corporation (IPC), os CTT deram mostras do seu desempenho de topo com uma pontuação de 73%, em 2022. Este score, que é o 5.º melhor entre os 21 operadores postais que participaram, aproxima os CTT a meta de 90% a que os CTT se propuseram chegar até 2030.
- Nova subida no índice de Desenvolvimento Postal da UPU - Portugal, por intermédio do desempenho dos CTT, voltou a melhorar o seu Índice Integrado de Desenvolvimento Postal, segundo dados divulgados pela União Postal Universal (UPU). Portugal ficou no 21.º lugar entre 152 países, à frente de vários outros operadores europeus e um lugar acima do registado em 2021.
- Vencedores do prémio Coups de Coeur pela segunda vez na história - À margem da Assembleia Geral da PostEurop, realizada em Dublin, os CTT venceram o prémio CSR Coups de Coeur 2022. O projeto de reciclagem de máscaras de utilização única contra a COVID-19, uma iniciativa levada a cabo em parceria com a To-Be-Green, foi considera a melhor na categoria Ambiente, o que sucedeu apenas pela segunda vez na história deste importante galardão setorial.
- “Embalagem ECO Reutilizável” distinguida com menção honrosa no Prémio Nacional de Sustentabilidade - Em abril de 2022, na cerimónia de atribuição dos do Prémios Nacionais de Sustentabilidade, que teve lugar em Cascais, a embalagem ECO Reutilizável recebeu uma menção honrosa. Foi a segunda edição deste prémio, promovido pelo Jornal de Negócios, que distingue várias iniciativas, incluindo aquelas que se destacam pelo seu contributo para uma economia mais circular.
- Euronext Lisbon Awards - Os CTT foram distinguidos como “Equity Champion – SME”, nos Euronext Lisbon Awards. O prémio distinguiu, pelo segundo ano consecutivo, os CTT como a empresa portuguesa com capitalização bolsista inferior a mil milhões de euros que mais retorno proporcionou aos seus investidores.
- “Empresa Inovadora ‘22” - Pela segunda vez consecutiva, a COTEC atribuiu aos CTT o Estatuto INOVADORA em 2022. A distinção está associada aos elevados padrões de solidez financeira, desempenho económico, assim como ao ADN de inovação, empreendedorismo e ligação ao restante empresarial.
- CTT continuam a ser Marca de Confiança dos portugueses - Em 2022, os CTT foram pela 15ª vez distinguidos como uma Marca de Confiança dos portugueses, no estudo realizado pela revista Seleções Reader’s Digest, voltando a liderar na categoria “Serviços de Correio e Logística”, desta vez com 89% dos votos, face aos 81% de votação recebida no ano anterior.
- Uma das marcas com maior relevância e reputação emocional - A OnStrategy divulgou um estudo em que distingue a marca CTT como líder em termos de Reputação, na categoria de Serviços Profissionais. No estudo RepScore, os CTT receberam uma pontuação de 73,3 pontos, numa escala de 0-100.
- Empresa Atrativa Para Trabalhar - Os CTT conquistaram o primeiro lugar no estudo Employer Brand Research 2022, como a Empresa Atrativa Para Trabalhar em Portugal, no setor dos Transportes. O prémio foi atribuído, pela consultora de Recursos Humanos, Randstad.
- CTT e NewSpring Services distinguidos nos APCC Best Awards - As linhas de Apoio ao Cliente dos CTT voltaram a ser distinguidas pela Associação Portuguesa de Contact Centers (APCC), com a atribuição de dois APCC Best Awards, em 2022. A Linha CTT Empresas foi premiada com a classificação Silver, enquanto a Linha CTT recebeu a classificação Bronze. A NewSpring Services, subsidiária dos CTT, foi igualmente distinguida no âmbito destes prémios, com a classificação Gold atribuída ao serviço Multicare e Silver à Fidelidade (no ano passado já havia recebido a distinção Bronze).
- Banco CTT volta a receber Cinco Estrelas - Em 2022, pelo segundo ano consecutivo, o Banco CTT foi considerado “Cinco Estrelas” pelos portugueses, na categoria “Banca – Atendimento ao Cliente”, de acordo com um estudo da Five Stars Consulting Portugal, que reportou uma taxa de satisfação de 74,4%. Este score comparou positivamente com o desempenho de outras cinco instituições bancárias, com o Banco CTT a destacar-se nos critérios Satisfação, Recomendação, Confiança na Marca e Inovação.
- CTT de novo nomeados para os Excellence in Road Safety Awards - Os CTT voltaram a ser nomeados para o Excellence in Road Safety Awards, da Carta Europeia de Segurança Rodoviária, incluindo um grupo muito restrito de empresas. Esta nomeação volta a distinguir os mais recentes desenvolvimentos conhecidos pelo Programa de Segurança Rodoviária da empresa, que já havia ganho em 2017.